# روماس كيرفليافيتشيوس
روماس كيرفليافيتشيوس (بالألمانية: Romas Kirveliavičius) مواليد 5 مارس 1988 في ليتوانيا، هو لاعب كرة يد نمساوي يلعب كظهير أيسر. يلعب حاليا مع إتش إس سي 2000 كوبورغ. مثل منتخب النمسا لكرة اليد.

## سجل المنافسة
شارك في البطولات التالية:
- بطولة العالم لكرة اليد للرجال 2015

## روابط خارجية
- روماس كيرفليافيتشيوس على موقع الاتحاد الأوروبي لكرة اليد (الإنجليزية)
- روماس كيرفليافيتشيوس على موقع الدوري الألماني لكرة اليد (الألمانية)